# NGC 2480
NGC 2480 este o galaxie spirală situată în constelația Gemenii. A fost descoperită în 1 februarie 1856 de către William Parsons, 3rd Earl of Rosse⁠(d).